# 方等寺
方等寺，蒙古名库热图苏莫（库热图庙），俗称树贵庙，位于内蒙古自治区阿拉善盟阿拉善右旗境内，是一座藏传佛教格鲁派寺院。

## 简介
方等寺是阿拉善八大寺之一（八大寺是延福寺、广宗寺、福因寺、昭化寺、承庆寺、宗乘寺、妙华寺、方等寺），为福因寺（北寺）的属寺。
方等寺所在地原为树贵苏木，1999年并入塔木素格布拉格苏木，2001年改为塔木素格布拉格镇，2006年与阿拉腾敖包苏木合并设立阿拉腾敖包镇，2012年又拆分设立塔木素格布拉格苏木。
方等寺位于阿拉善右旗首府额肯呼都格镇东北167.5公里。该寺建于清朝道光十二年（1832年），取名“库热图苏莫”（蒙古语，“库热图”意为院落，“苏莫”意为庙），此因该寺南、西、北三面受沙漠包围，形成院墙，故得名。
方等寺较大的建筑有两座，其中朝格沁多根（大经堂）49间，满巴殿（医学殿）25间。民国元年（1912年），中华民国政府赐“方等寺”匾额（藏语名“达西坡勒吉林”）。该寺规模壮观，建筑宏伟。
文化大革命时期，方等寺被毁，1988年重建。2006年时，该寺还有三、四个喇嘛，住持丹登年事已高，住在寺后的房屋。方等寺所在村因交通不便，响应乡镇合并号召，在2001年时举村迁至塔木素格布拉格镇。2006年时，此处村子只留有几名不愿迁走的老人及一些骆驼。2012年，方等寺有喇嘛18名。
2006年，“穿越巴丹吉林沙漠汽车挑战赛”在阿拉善右旗举行，方等寺（树贵庙）所在地成为参赛车队扎营地点之一。此后，该地经常成为汽车越野赛的扎营地或补给地，如2008年东方马拉松汽摩越野赛第14赛段终点便设在树贵庙的后勤补给处。